# Quế Thuận
Quế Thuận is een xã in het district Quế Sơn, een van de districten in de Vietnamese provincie Quảng Nam. Quế Thuận heeft ruim 7700 inwoners op een oppervlakte van 18,75 km².

## Geografie en topografie
Quế Thuận ligt in het oosten van huyện Quế Sơn. In het zuidoosten grenst Quế Thuận aan Thăng Bình. De aangrenzende xã in Thăng Bình is Bình Định Bắc. De aangrenzende xã's in Quế Sơn zijn Phú Thọ, Quế Châu, Quế Hiệp en Quế Xuân 2. Verder grenst Quế Thuận aan thị trấn Đông Phú.
Door Quế Thuận stromen een aantal beekjes die in Quế Thuận samenkomen en vervolgens de Chợ Đun vormen. Deze rivier stroomt uiteindelijk in Phú Thọ in de Ly Ly.

## Verkeer en vervoer
Een belangrijke verkeersader is de Tỉnh lộ 611. Deze weg verbindt de Quốc lộ 1A in Hương An met Quế Trung in huyện Nông Sơn.